# Galidia elegans
La mangusta dalla coda ad anelli (Galidia elegans I. Geoffroy Saint-Hilaire, 1837) è un mammifero carnivoro della famiglia Eupleridae, endemico del Madagascar. È l'unica specie del genere Galidia.

## Sottospecie
Ne sono note 3 sottospecie:
- G. elegans elegans I. Geoffroy Saint-Hilaire, 1837
- G. elegans occidentalis Albignac, 1971
- G. elegans dambrensis Tate and Rand, 1941

## Distribuzione e habitat
L'areale della specie va dalla foresta pluviale del Madagascar orientale (sottospecie G. e. elegans), alla foresta decidua secca occidentale (G. e. occidentalis), spingendosi sino all'estremità settentrionale dell'isola (G. e. dambrensis), dal livello del mare sino a quasi 2.000 m di altitudine.

## Descrizione
Lungo 70 cm, di cui 35 spettano alla coda. La pelliccia è delicata e morbida di colore marrone bruno nella parte superiore del dorso e del capo, mentre sulla gola è bianca. La coda, formata da lunghi peli, è più chiara e presenta anelli di tinta scura.

## Biologia
Di giorno si arrampica agilmente sugli alberi, caccia piccoli uccelli, preda le uova dei nidi e non dà scampo a lucertole, anfibi e a numerosi insetti. Inoltre preda anche piccoli mammiferi quali roditori, tenrec e microcebi.

## Conservazione
La IUCN red list classifica G. elegans come specie a basso rischio di estinzione.
La specie è abbastanza comune e presente all'interno di numerose aree protette tra cui il Parco nazionale di Ranomafana, il Parco nazionale di Masoala, il Parco nazionale di Andasibe-Mantadia, il Parco nazionale di Marojejy, il Parco nazionale della Montagna d'Ambra, il Parco nazionale Tsingy di Bemaraha e la Riserva speciale dell'Ankarana.